# Nienawiść, którą dajesz
Nienawiść, którą dajesz (oryg. The Hate U Give) – amerykański dramat z 2018 roku. Reżyserem jest George Tillman Jr., a autorem scenariusza Audrey Wells. Film jest oparty na powieści Angie Thomas o tym samym tytule.
Światowa premiera filmu odbyła się 7 września 2018 roku podczas Międzynarodowego Festiwalu Filmowego w Toronto.

## Fabuła
Starr Carter jest 16-letnią Afroamerykanką, która razem z rodziną mieszka w niebezpiecznej, czarnej dzielnicy robotniczej – Garden Height. Ojciec, Maverick, to były członek gangu, zaś matka, Lisa, jest pielęgniarką. Rodzice zapisują Starr i jej braci do prywatnej szkoły Williamson Prep School, do której uczęszcza głównie biała młodzież. Pewnego wieczoru Starr jest świadkiem postrzelenia jej przyjaciela przez białego policjanta. Jako jedyny świadek zdarzenia zostaje postawiona przed trudnym wyborem, jak powinna się zachować. 

## Obsada
- Amandla Stenberg jako Starr Carter
- Regina Hall jako 	Lisa Carter
- Russell Hornsby jako Maverick Carter
- Anthony Mackie jako King
- Issa Rae jako April Ofrah
- Algee Smith jako 	Khalil
- Sabrina Carpenter jako Hailey
- Megan Lawless jako Maya
- KJ Apa jako Chris
- Dominique Fishback jako Kenya
- Lamar Johnson jako Seven Carter
- TJ Wright jako Sekani Carter